# Communauté de communes des Deux Alpes
 (octobre 2019).
Si vous disposez d'ouvrages ou d'articles de référence ou si vous connaissez des sites web de qualité traitant du thème abordé ici, merci de compléter l'article en donnant les références utiles à sa vérifiabilité et en les liant à la section « Notes et références ».
La communauté de communes des Deux Alpes était une communauté de communes française, située dans le département de l'Isère et la région Rhône-Alpes.
Depuis le 1er janvier 2010, la communauté de communes a rejoint la Communauté de communes de l'Oisans.

## Composition
La communauté de communes regroupait 2 communes :
| Nom                  | Code Insee | Gentilé     | Superficie (km2) | Population (dernière pop. légale) | Densité (hab./km2) |
| -------------------- | ---------- | ----------- | ---------------- | --------------------------------- | ------------------ |
| Mont-de-Lans (siège) | 38253      | Lantillons  | 31,66            | 1 169 (2014)                      | 37                 |
| Vénosc               | 38534      | Venosquains | 25,06            | 756 (2014)                        | 30                 |

## Sources
- Le SPLAF
- La base ASPIC